# Apostelkirche (Leipzig-Großzschocher)

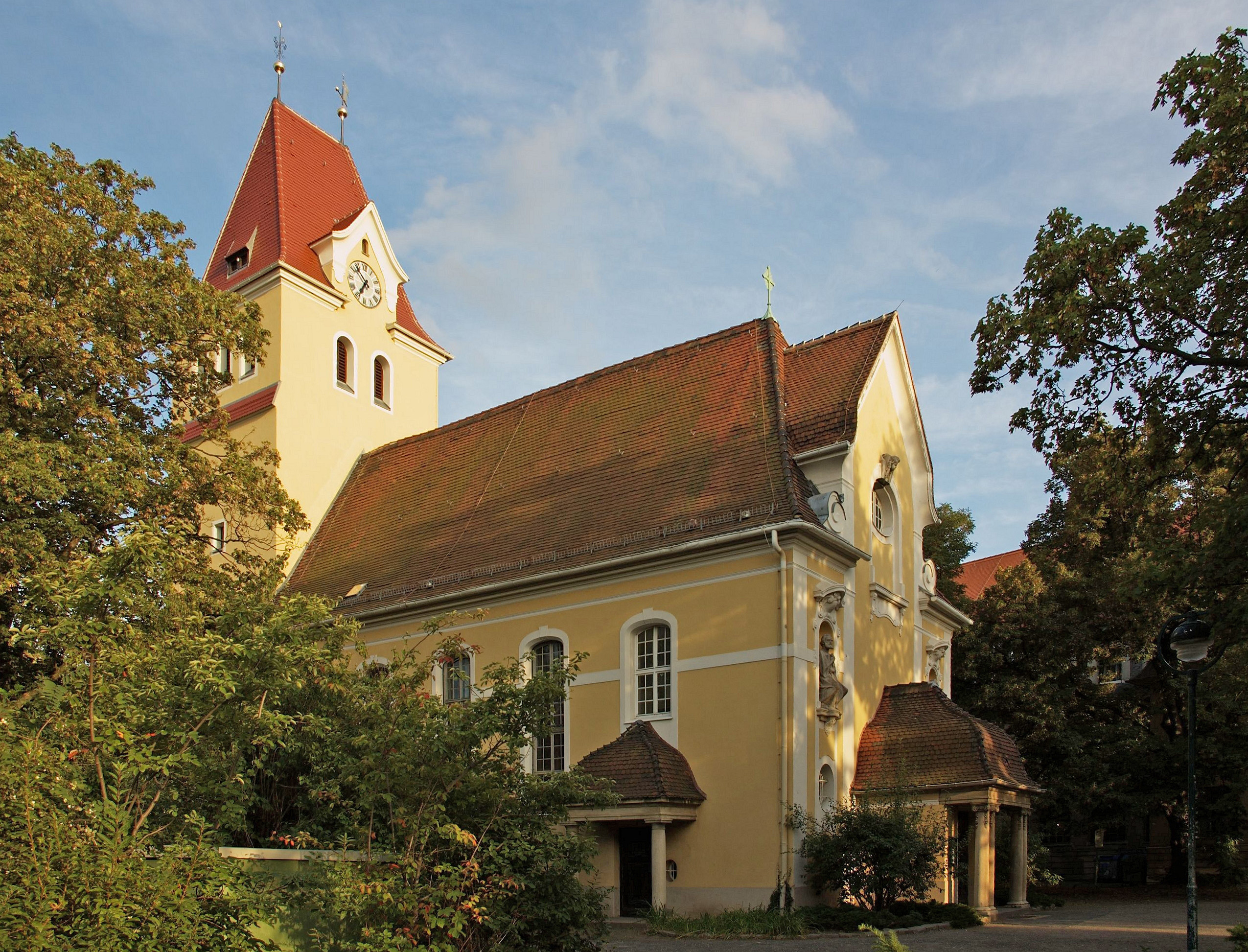
Apostelkirche

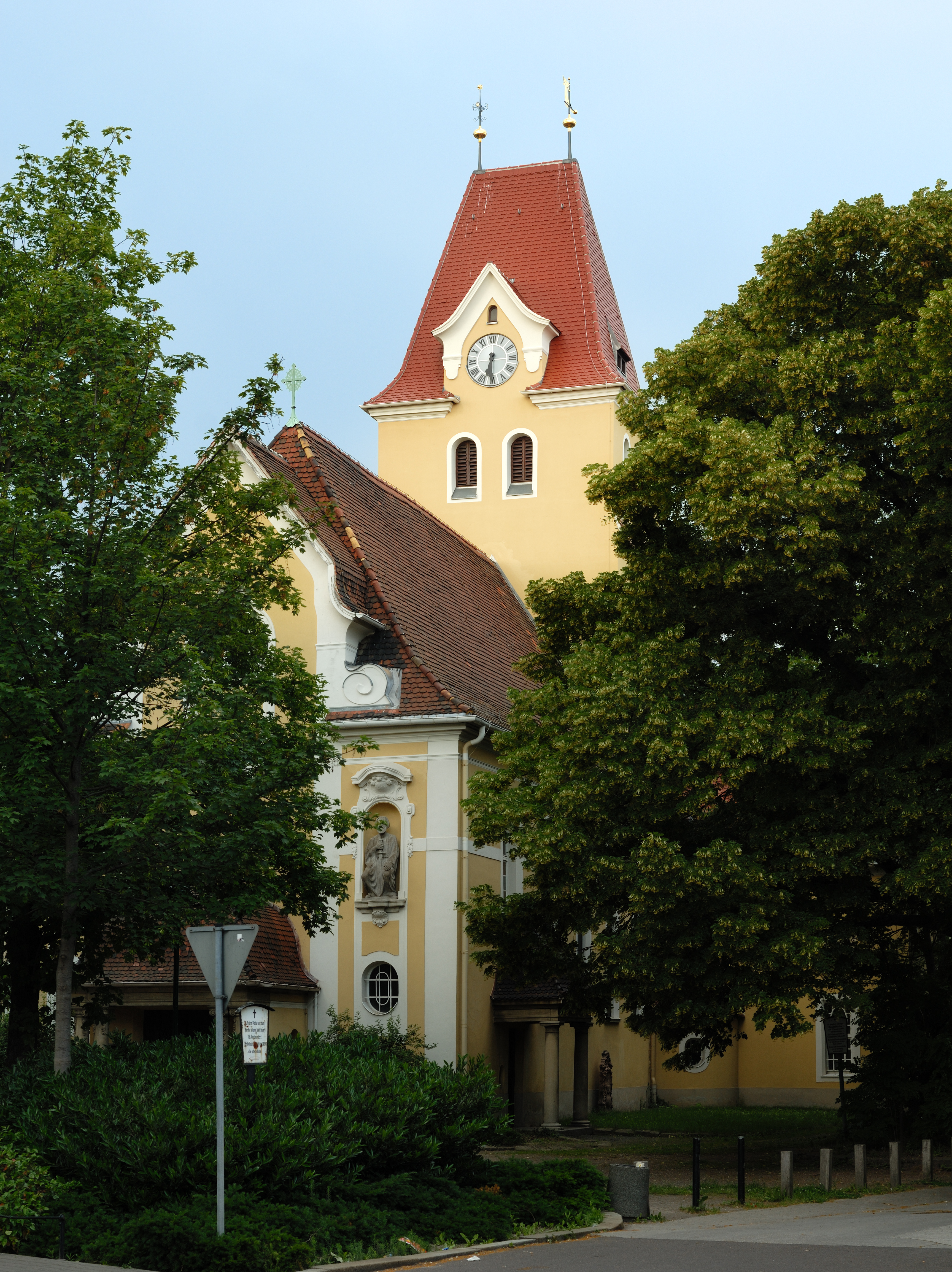
Die Apostelkirche

Die Apostelkirche liegt im Leipziger Südwesten im Stadtteil Großzschocher.

## Geschichte
Die älteste nachweisbare Urkunde sagt aus, dass die romanische Chorturmkirche im Jahre 1217 bereits gestanden haben soll, nachdem der Grundherr Ritter von Krolewitz der entstehenden christlichen Gemeinde ein Grundstück zum Bau der Kirche überlassen hatte. Seit dem Jahre 1327 wurden die Predigten in deutscher Sprache gehalten. Von 1406 bis etwa 1517 (Beginn der Reformation) bestand überdies eine Hofkapelle, die Kirchengemeinde galt zu dieser Zeit als äußerst stiftungsgebend, da Großzschocher eines der größten Dörfer im Umland war. 1450 wurde die romanische Apsis durch ein einjochiges Chorhaupt in Form eines auf drei Seiten geschlossenen Sechsecks erweitert, 1516 wurden für Chor und Chorhaupt eigene Netzgewölbe errichtet. 1592 brannten das Pfarrhaus und 22 angrenzende Höfe, wobei auch alle Kirchenschriften vernichtet wurden. Seit 1597 gibt es im Archiv Aufzeichnungen über Taufen Trauungen und Sterbefälle.
Der Dreißigjährige Krieg brachte der Kirchgemeinde eine von Leiden geprägte Zeit ein, Pfarrhaus und Schule wurden zerstört. Im Jahre 1650 erhielt die Kirche eine Uhr mit Stundenschlag. 1679 wurde eine Orgel, 1694 ein Giebelkreuz, 1696 schließlich ein neuer Altar, eine Kanzel und ein Taufständer eingebaut. Dem folgte 1703/04 die Patronatsloge. Im Jahre 1713/14 wurde das Langhaus erweitert. Das heutige Pfarrhaus wurde in den Jahren 1767/68 völlig neu aufgebaut.
Bis zum Friedensschluss im Jahre 1763 brachte der Siebenjährige Krieg erneut Elend über die Gemeinde. Aufgrund der schleichenden Nichtfunktionalität der ursprünglichen Orgel von 1679 wurde 1787 eine neue eingebaut. Die am 18. Oktober 1813 durch das Dach der Kirche geschlagene Kanonenkugel wurde im Jahre 1859 wiedergefunden und über der Eingangstür des Pfarrhauses eingemauert.
In den Jahren 1851 und 1874 wurde die Kirche grundlegend erneuert. 1893 wurde die Friedhofskapelle mit Leichenhalle errichtet.
Ein weiterer Umbau erfolgte 1904/08.

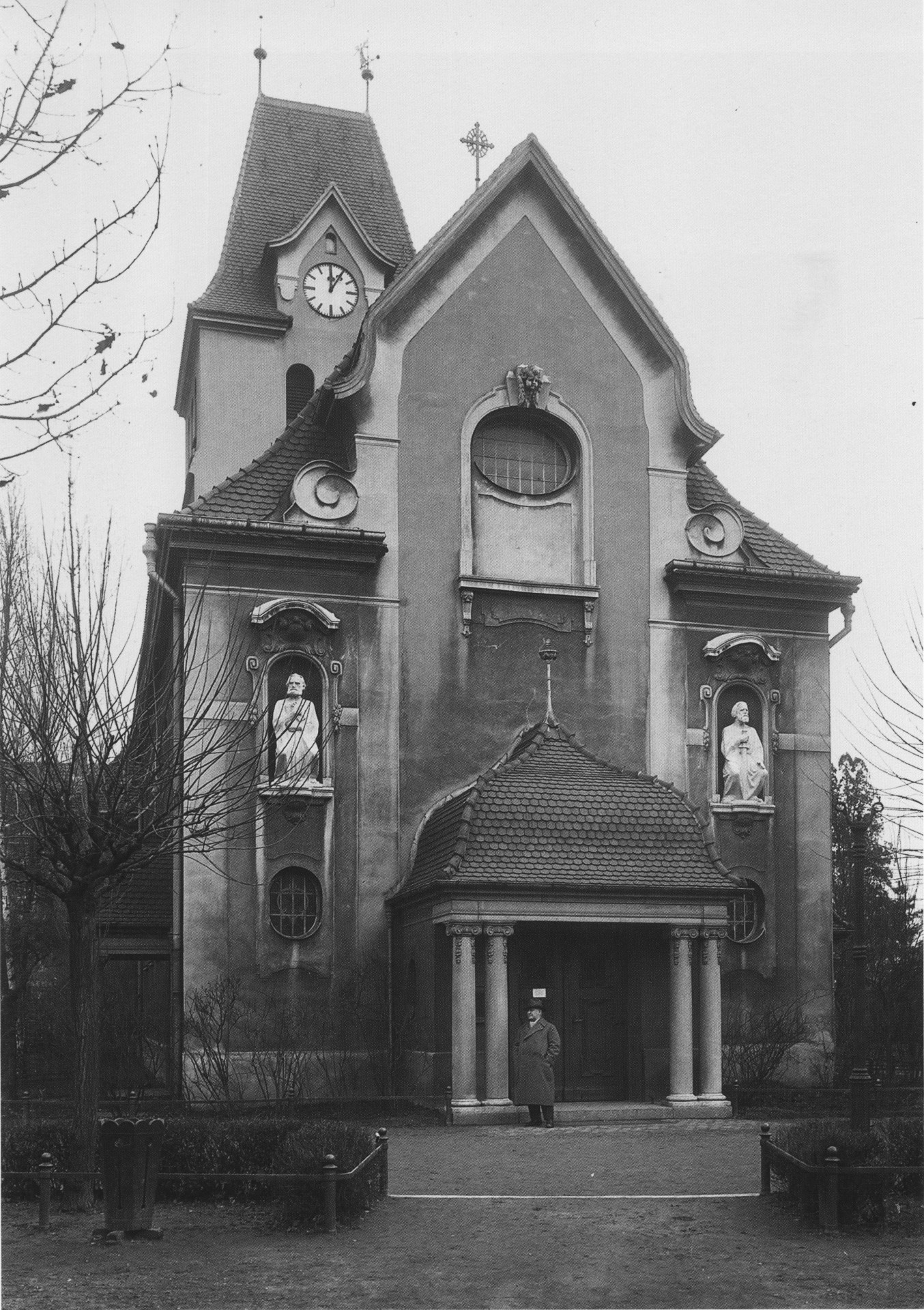
Zustand der Westfassade 1926 – gut sind die beiden Sitzfiguren zu erkennen.

Mit dem neobarocken Umbau der Westfassade der Kirche wurden 2 Nischen geschaffen, aber erst in dem Jahr 1926 erfolgte die Platzierung der beiden Sitzfiguren Petrus und Paulus von Johannes Hartmann. Den Namen „Apostelkirche“ bekam sie erst am 30. April 1950.
Mit dem Jahr 1950 lebte der bis heute erscheinende Gemeindebrief wieder auf.
Die Apostelkirche beherbergt Elemente der Romanik, des Barocks, der Gotik und Spätrenaissance sowie des Neobarocks und Jugendstils.
Das Gotteshaus gehört seit 1544 der evangelisch-lutherischen Konfession an.